# Петров, Макарий Иванович
Макарий Иванович Петров (1897—1942) — советский военачальник, генерал-майор (1940). Доцент. Необоснованно репрессирован, расстрелян. Реабилитирован посмертно.

## Биография
Родился 24 июня 1897 года в д. Липники, ныне Угранского района Смоленской области. Из крестьян. Русский. Окончил церковно-приходскую школу в 1908 году, Рижское среднее реальное училище Петра Великого (экстерном) в 1915 году.

## Служба в Русской императорской армии
Служил в Русской императорской армии с августа 1915 года. Служил в 15-м Финляндском стрелковом полку 1-й Финляндской стрелковой дивизии, окончил учебную команду в 1916 году. Участвовал в первой мировой войне с 1916 года, с полком воевал на Юго-Западном фронте. В декабре 1916 года был ранен в бою. После Февральской революции избирался солдатами членом ротного и полкового солдатских комитетов. В июне 1917 года старший унтер-офицер М. И. Иванов покинул полк.
Вернулся в родные края, был членом Южновского уездного исполкома и членом совета солдатских депутатов Юхновского гарнизона. В январе 1918 года записался добровольцем в особый отряд при Юхновском военном комиссариате
С 1917 по 1919 год состоял в партии левых эсеров.

## Служба в Красной Армии
Служил в Рабоче-крестьянской Красной Армии с 25 мая 1919 года, когда был назначен начальником команды связи 3-го Сибирского стрелкового полка. Далее также воевал в этом полку: с 24.08.1919 года - начальник учебной команды полка, с января 1920 — командир роты студентов, с мая 1920 — командир батальона.
После войны продолжил службу в РККА. С февраля 1921 — командир 79-го стрелкового полка. С июня 1921 по сентябрь 1922 года — помощник командира 141-го стрелкового полка по учебно-строевой части. В 1922 году окончил Высшие курсы при Объединённой высшей военной школе РККА. С ноября 1922 года — помощник командира 37-го стрелкового полка 13-й стрелковой дивизии по учебно-строевой части, врид командира этого полка. С июня 1924 года — командир 37-го Шахтинского стрелкового полка. В 1927 году окончил Стрелково-тактические курсы «Выстрел». С августа 1927 года — командир 37-го стрелкового полка. В 1930 году окончил Курсы усовершенствования высшего начальствующего состава при Военной академии РККА имени М. В. Фрунзе. С мая 1931 года — инспектор по стрелково-тактической подготовке — помощник начальника штаба корпуса военно-учебных заведений Украинского военного округа.
С 1925 года член ВКП(б), в 1936 году из рядов партии исключен.
В 1933 — 1937 годах — начальник Омской пехотной школы имени М. В. Фрунзе. С 1937 года служил в должности помощника командира 78-й стрелковой дивизии. В декабре 1938 года зачислен в распоряжение Управления по командно-начальствующему составу РККА, а вскоре назначен преподавателем Артиллерийской академии имени Ф. Э. Дзержинского. Доцент.

## Арест, расстрел, реабилитация
Арестован 30 июня 1941 года.

Уличается, как участник антисоветского военного заговора показаниями ПРОКОФЬЕВА, МЕХОВА, ГРИБОВА, КРАСНЕНКО-НИЛОВА, ХЛЫНОВСКОГО, ЛЕНХОВА, МАКЕЕНКО и КИНАХ /все от показаний отказались/. Вредительская деятельность подтверждается актами экспертизы. Агентурными материалами ПЕТРОВ характеризуется, как антисоветчик.

Не сознался.— Звягинцев В. Е. Трибунал для героев. — М.: Олма-Пресс Образование, 2005. — 572 с. — (Серия «Досье»); ISBN 5-94849-643-0.
Решением Особого совещания при НКВД СССР приговорен к расстрелу 13 февраля 1942 года. 23 февраля приговор приведён в исполнение.
Реабилитирован 7 декабря 1955 года.

## Награды
- Юбилейная медаль «XX лет Рабоче-Крестьянской Красной Армии» (22.02.1938).
- Георгиевский крест.

## Воинские звания
- Комбриг (26.11.1935)
- Генерал-майор (4.06.1940)